# Crocozona caciparis
Crocozona caciparis är en fjärilsart som beskrevs av William Chapman Hewitson 1871. Crocozona caciparis ingår i släktet Crocozona och familjen Riodinidae. Inga underarter finns listade i Catalogue of Life.